# Alsjö göl
Alsjö göl är en sjö i Emmaboda kommun i Småland och ingår i Lyckebyåns huvudavrinningsområde. Sjöns area är 0,028 kvadratkilometer.